# Char'kovka
Char'kovka (in lingua russa Харьковка) è un villaggio (selo) della Russia meridionale, nell'oblast' di Volgograd. La città fu fondata il 1º giugno 1841.